# Nicholas Romano
Pour les articles homonymes, voir Romano.
Nicholas Romano (né le 14 avril 1984 à Montréal dans la province de Québec) est un joueur professionnel canado-italien de hockey sur glace,.

## Carrière de joueur
Après avoir joué deux saisons avec les Régents de Laval-Laurentides-Lanaudière de la Ligue de hockey midget AAA, il évolue avec les Hawks de Hawkesbury et les Braves de Brockville de la Ligue centrale de hockey junior A, ainsi qu’avec les Bulls de Billings de la North American Hockey League.
Il commence sa carrière professionnelle en 2004, alors qu’il signe avec le SG Pontebba de la Série A2 (Italie).
Il évolue ensuite avec le Real Torino Hockey Club, puis avec  Asiago et le SG Pontebba de la Série A.
Lors de la saison 2008-2009, il évolue avec les Diables noirs de Tours de la Ligue Magnus, puis il dispute quelques matchs avec les IceRays de Corpus Christi de la Ligue centrale de hockey.
De retour en Italie, il passe une saison avec le HC Merano, puis une saison en France avec les Diables rouges de Briançon.
Après avoir commencé la saison 2011-2012 avec les Ducs d'Angers, il se joint le 5 janvier 2012 au Wild de Windsor de la Ligue nord-américaine de hockey.
Le 16 juillet 2012, il signe un contrat avec les Riverkings de Cornwall. Après avoir été libéré par les Riverkings à l'automne 2013, il signe le 17 janvier 2014 un contrat à titre d'agent libre avec les Braves de Laval.

## Statistiques
| Saison    | Équipe                                  | Ligue        |    | Saison régulière | Saison régulière | Saison régulière | Saison régulière | Saison régulière |   | Séries éliminatoires | Séries éliminatoires | Séries éliminatoires | Séries éliminatoires | Séries éliminatoires |
| Saison    | Équipe                                  | Ligue        | PJ | B                | A                | Pts              | Pun              | PJ               | B | A                    | Pts                  | Pun                  |                      |                      |
| 1999-2000 | Régents de Laval-Laurentides-Lanaudière | Midget AAA   | 41 | 7                | 19               | 26               | 20               |                  |   |                      |                      |                      |                      |                      |
| 2000-2001 | Régents de Laval-Laurentides-Lanaudière | Midget AAA   | 41 | 12               | 28               | 40               | 16               |                  |   |                      |                      |                      |                      |                      |
| 2001-2002 | Hawks de Hawkesbury                     | LCHJA        | 50 | 20               | 23               | 43               |                  |                  |   |                      |                      |                      |                      |                      |
| 2002-2003 | Braves de Brockville                    | LCHJA        | 52 | 32               | 28               | 60               |                  |                  |   |                      |                      |                      |                      |                      |
| 2003-2004 | Braves de Brockville                    | LCHJA        | 17 | 10               | 12               | 29               |                  |                  |   |                      |                      |                      |                      |                      |
| 2003-2004 | Bulls de Billings                       | NAHL         | 14 | 1                | 7                | 8                | 10               |                  |   |                      |                      |                      |                      |                      |
| 2004-2005 | SG Pontebba                             | Série A2     | 36 | 26               | 31               | 57               | 10               | 5                | 2 | 1                    | 3                    | 12                   |                      |                      |
| 2005-2006 | Real Torino Hockey Club                 | Série A2     | 37 | 22               | 26               | 48               | 16               | -                | - | -                    | -                    | -                    |                      |                      |
| 2005-2006 | Asiago                                  | Série A      | 3  | 0                | 0                | 0                | 4                | 4                | 0 | 0                    | 0                    | 0                    |                      |                      |
| 2006-2007 | SG Pontebba                             | Série A      | 32 | 7                | 5                | 12               | 10               | -                | - | -                    | -                    | -                    |                      |                      |
| 2007-2008 | SG Pontebba                             | Série A      | 31 | 10               | 10               | 20               | 12               | 5                | 1 | 4                    | 5                    | 0                    |                      |                      |
| 2008-2009 | Diables noirs de Tours                  | Ligue Magnus | 26 | 17               | 16               | 33               | 12               | 2                | 0 | 0                    | 0                    | 0                    |                      |                      |
| 2008-2009 | Diables noirs de Tours                  | CdF          | 3  | 1                | 2                | 3                | 0                |                  |   |                      |                      |                      |                      |                      |
| 2008-2009 | Diables noirs de Tours                  | CdlL         | 6  | 5                | 3                | 8                | 4                |                  |   |                      |                      |                      |                      |                      |
| 2008-2009 | IceRays de Corpus Christi               | LCH          | 6  | 1                | 0                | 1                | 0                | 3                | 0 | 0                    | 0                    | 0                    |                      |                      |
| 2009-2010 | HC Merano                               | Série A2     | 30 | 21               | 22               | 43               | 6                | 11               | 2 | 8                    | 10                   | 0                    |                      |                      |
| 2010-2011 | Diables rouges de Briançon              | Ligue Magnus | 21 | 14               | 11               | 25               | 2                | -                | - | -                    | -                    | -                    |                      |                      |
| 2010-2011 | Diables rouges de Briançon              | CdlL         | 6  | 1                | 3                | 4                | 0                | 5                | 1 | 1                    | 2                    | 0                    |                      |                      |
| 2011-2012 | Ducs d'Angers                           | Ligue Magnus | 8  | 1                | 0                | 1                | 0                | -                | - | -                    | -                    | -                    |                      |                      |
| 2011-2012 | Wild de Windsor                         | LNAH         | 15 | 2                | 8                | 10               | 6                | 8                | 0 | 0                    | 0                    | 5                    |                      |                      |
| 2012-2013 | Riverkings de Cornwall                  | LNAH         | 32 | 7                | 8                | 15               | 4                | 9                | 0 | 0                    | 0                    | 0                    |                      |                      |
| 2013-2014 | Riverkings de Cornwall                  | LNAH         | 4  | 0                | 0                | 0                | 0                | -                | - | -                    | -                    | -                    |                      |                      |
| 2013-2014 | Braves de Laval                         | LNAH         | 8  | 0                | 1                | 1                | 2                | 1                | 0 | 0                    | 0                    | 0                    |                      |                      |